# Nicolae Martinescu

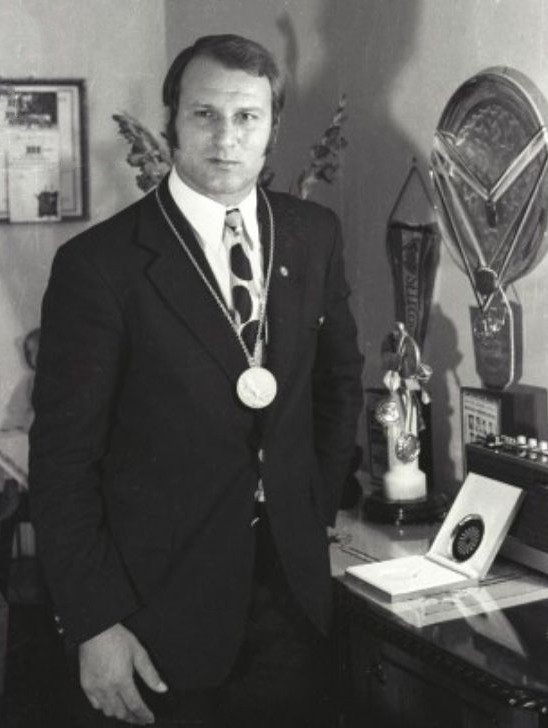
Nicolae Martinescu

Nicolae Martinescu (* 24. Februar 1940 in Vișani, Kreis Brăila; † 1. April 2013 in Bukarest) war ein rumänischer Ringer.

## Werdegang
Nicolae Martinescu wuchs in Vișani auf und arbeitete als Jugendlicher in der Landwirtschaft. Später fiel er dem Ringertrainer Stefan Babini auf, als er bei Wettkämpfen der Landjugend viele erste Preise gewann. Babini holte Martinescu an den Sportklub Oțelul Galați. Später rang Martinescu für Dinamo Bukarest. Er entwickelte sich gut weiter und wurde 1961 erstmals rumänischer Meister im Schwergewicht (griechisch-römischer Stil). Nachdem er bei den Balkanspielen 1962 in Athen den zweiten Platz im Schwergewicht belegt hatte, wurde er zu den Weltmeisterschaften nach Toledo/USA entsandt und belegte dort gleich einen guten 5. Platz im Schwergewicht (bis 97 kg Körpergewicht). Von 1962 bis 1976, also 15 Jahre lang startete er dann bei fast allen Olympischen Spielen, Welt- und Europameisterschaften. Er fehlte nur bei den Europameisterschaften 1969 in Modena, als die Ostblock-Staaten aus politischen Gründen nicht teilnahmen. Er gewann elf internationale Medaillen und schaffte als Krönung seiner Laufbahn den Olympiasieg 1972 in München. Er rang ausschließlich im griech.-römischen Stil. Er stand in diesen 15 Jahren mit allen Ringergrößen jener Jahre auf der Matte und lieferte diesen harte aber stets faire Kämpfe.
Nach dem Abschluss seiner Karriere als aktiver Ringer war er im rumänischen Ringerverband tätig.

## Internationale Erfolge
(OS = Olympische Spiele, WM = Weltmeisterschaft, EM = Europameisterschaft, GR = griech.-röm. Stil, HS = Halbschwergewicht bis 1968 bis 97 kg Körpergewicht, ab 1969 S = Schwergewicht, bis 100 kg Körpergewicht, SS = Superschwergewicht, über 100 kg Körpergewicht)
- 1962, 5. Platz, WM in Toledo/USA, GR, HS, mit einem Sieg über Tsuneharu Sugiyama, Japan, einem Unentschieden gegen İsmet Atlı, Türkei und Niederlagen gegen Rostom Abaschidse, UdSSR und Bojan Radew, Bulgarien;
- 1963, 2. Platz, WM in Helsingborg, GR, HS, mit Siegen über Walter Kleemann, Dänemark, Renato Zanatta, Italien, Lucjan Sosnowski, Polen, József Csatári, Ungarn einem Unentschieden gegen Hamit Kaplan, Türkei und einer Niederlage gegen Abaschidse;
- 1964, 4. Platz, OS in Tokio, GR, HS, mit Siegen über Eugen Wiesberger, Österreich, Giyasettin Yilmaz, Türkei, Adelmo Bulgarelli, Italien, einem Unentschieden gegen Sosnowski und einer Niederlage gegen Radew;
- 1965, 6. Platz, WM in Tampere, GR, HS, mit Siegen über Kenjirō Hiraki, Japan, Peter Jutzeler, Schweiz und Gürbüz Lü, Türkei und Niederlagen gegen Radew und Waleri Anisimow, UdSSR;
- 1966, 1. Platz, EM in Essen, GR, HS, mit Siegen über Lü, Per Svensson, Schweden, Athanssios Nikopoulos, Griechenland und Unentschieden gegen Ferenc Kiss, Ungarn, Alexei Karmatzki, UdSSR und Stefan Petrow, Bulgarien;
- 1966, 3. Platz, WM in Toledo/USA, GR, HS, mit Siegen gegen Gerald Conine, USA, Yacoub Abdoussalloum, Libanon, Kiss, Unentschieden gegen Radew und Aimo Mäenpää, Finnland und einer Niederlage gegen Anisomow;
- 1967, 10. Platz, EM in Minsk, GR, HS, mit Sieg gegen Peter Wismer, DDR, einem Unentschieden gegen Stefan Petrow und einer Niederlage gegen Ferenc Kiss;
- 1967, 3. Platz, WM in Bukarest, GR, HS, mit Siegen über Jürgen Klinge, DDR, Ömer Topuz, Türkei, Heinz Kiehl, BRD und Hattori, Japan, einem Unentschieden gegen Radew und einer Niederlage gegen Nikolai Iwanowitsch Jakowenko, UdSSR;
- 1968, 4. Platz, EM in Västerås, GR, HS, mit Siegen über Caj Malmberg, Finnland, Waclaw Orlowski, Polen, Svensson und Unentschieden gegen Anisimow und Ferenc Kiss;
- 1968, Bronzemedaille, OS in Mexiko-Stadt, GR, HS, mit Siegen über Klinge, Kiss, Kiehl und Niederlagen gegen Per Svensson, Radew und Yakowenko;
- 1969, 5. Platz, WM in Mar del Plata, GR, S, Unentschieden gegen Lennart Eriksson, Schweden und Tore Hem, Norwegen und Niederlage gegen Jakowenko;
- 1970, 7. Platz, EM in Berlin, GR, S, mit Siegen über Nahit Taser, Türkei und Niederlagen gegen Klinge und Marin Kolew, Bulgarien;
- 1970, 3. Platz, WM in Edmonton, GR, SS, mit Sieg über Istwan Semeredi, Jugoslawien, einem Unentschieden gegen Csatari und Niederlagen gegen Alexandar Tomow, Bulgarien und Anatoli Roschtschin, UdSSR;
- 1971, 2. Platz, WM in Sofia, GR, S, mit Siegen über Ferenc Kiss, Ashuri, Israel, Isao Yamaguchi, Japan, Wassili Merkulow, UdSSR, Per Svensson und einer Niederlage gegen Marin Kolew;
- 1972, 3. Platz, EM in Kattowitz, GR, S, mit Siegen über Aimo Mäenpää, Heinz Eichelbaum, BRD, Hans Hirschbrunner, Schweiz, Fredi Albrecht, DDR und einer Niederlage gegen Andrzej Skrzydlewski, Polen;
- 1972, Goldmedaille, OS in München, GR, S, mit Siegen über Makoto Saito, Japan, Christo Ignatow, Bulgarien, Nikolai Jakowenko, Fredi Albrecht und trotz einer Niederlage gegen Ferenc Kiss;
- 1973, 3. Platz, EM in Helsinki, GR, S, mit Siegen über Lorenz Hecher, BRD, Aark Curi, Albanien, Markku Virtanen, Finnland und Niederlagen gegen Kamen Lozanow Goranow, Bulgarien und Nikolai Balboschin, UdSSR;
- 1973, 5. Platz, WM in Teheran, GR, S, mit Sieg über Virtanen und Niederlagen gegen Skrzydlewski und Lozanow;
- 1974, 7. Platz, EM in Madrid, GR, S, mit Sieg über Tore Hem und Niederlagen gegen Skrzydlewski und Lozanow;
- 1974, 3. Platz, EM in Kattowitz, GR, S, mit Siegen über Sven Erik Studsgaard, Dänemark, Bahram Mostagi, Iran, Skrzydlewski, Pedro Pawlidis, BRD, Zdenek Chara, CSSR und Niederlagen gegen Balboschin und Lozanow;
- 1975, 4. Platz, EM in Ludwigshafen, GR, S, mit Sieg über Hem, Skrzydlewski und Niederlagen gegen Jozsef Farkas, Ungarn und Balboschin;
- 1975, 5. Platz, WM in Minsk, Gr, S, mit Siegen über Chara, Lozanow, Skrzydlewski und Niederlagen gegen Balboschin und Fredi Albrecht;
- 1976, 6. Platz, EM in Leningrad, GR, S, mit Siegen über Hem, Heinz Schäfer, BRD und Niederlagen gegen Balboschin und Lozanow;
- 1976, 7. Platz, OS in Montreal, GR, S, mit Sieg über Robert Ndiaye, Senegal und Niederlagen gegen Lozanow und Balboschin

## Rumänische Meisterschaften
Nicolae Martinescu gewann 15 rumänische Meistertitel im griechisch-römischen Stil.